# دانیال میرزا
سلطان دانیال میرزا (۱۱ سپتامبر ۱۵۷۲ تا ۱۹ مارس ۱۶۰۵) شاهزاده‌ای تیموری بود که به عنوان ویسِروی دکن خدمت کرد. او سومین پسر امپراتور اکبر کبیر از یک صیغه سلطنتی و برادر ناتنی امپراتور جهانگیر شاه بود.

## مرگ و سرنوشت پسرانش
وی در تاریخ ۱۱ مارس ۱۶۰۵ به الکل معتاد گشت و در سن ۳۲ سالگی درگذشت، او سه پسر و سه دخترش را ترک کرد. پسرش، طهمورث میرزا با بهاربانو بیگم دختر جهانگیر و هوشنگ میرزا با هوشمند بانو بیگم دختر خسرو میرزا ازدواج کرد. بعد از آن‌که شاه جهان در سال ۱۶۲۷ به سلطنت رسید دستور اعدام تمامی پسران دانیال میرزا را صادر کرد.

## والدین
- پدر: اکبر
  - پدربزرگ: همایون
    - پدر پدربزرگ: بابر
    - مادر پدربزرگ: ماهم بیگم

  - مادربزرگ: حمیده بانو بیگم
    - پدر مادربزرگ: شیخ علی اکبر جامی
    - مادر مادربزرگ: ماه افروز بیگم
- مادر: مریم الزمانی
  - پدربزرگ: باهاری مال 
    - پدر پدربزرگ: راجا سینگ
    - مادر پدربزرگ: رانی آپوروا

  - مادربزرگ: رانی مانواتی